# Ehren Kruger
Ehren Kruger (Alexandria (Virginia), 5 oktober 1972) is een Amerikaans filmproducent en scenarioschrijver.
Kruger werd geboren en getogen in Alexandria, Virginia. Hij is in 1990 afgestudeerd aan de Thomas Jefferson High School for Science and Technology in Philadelphia en in 1993 aan de Tisch School of the Arts in Manhattan met een  Bachelor of Fine Arts-graad. Zijn eerste film als scenarist was de thriller Killers in the House uit 1998, met Mario Van Peebles en Holly Robinson-Peete in de hoofdrol. Hij werd genomineerd voor de Saturn Award voor beste scenarioschrijver met de dramafilm Arlington Road uit 1999 en de Bram Stoker Award voor beste scenario met de horrorfilm The Ring uit 2002, een Amerikaanse bewerking uit The Ring-franchise.

## Filmografie
| Jaar | Titel                               | Scenarist | Producent  |
| ---- | ----------------------------------- | --------- | ---------- |
| 1998 | Killers in the House                |           |            |
| 1999 | Arlington Road                      |           |            |
| 1999 | New World Disorder                  |           |            |
| 2000 | Scream 3                            |           |            |
| 2000 | Reindeer Games                      |           |            |
| 2001 | Impostor                            |           |            |
| 2002 | The Ring                            |           |            |
| 2005 | The Ring Two                        |           |            |
| 2005 | The Skeleton Key                    |           |            |
| 2005 | The Brothers Grimm                  |           |            |
| 2007 | Blood & Chocolate                   |           | Uitvoerend |
| 2009 | Transformers: Revenge of the Fallen |           |            |
| 2011 | Scream 4                            |           | Uitvoerend |
| 2011 | Transformers: Dark of the Moon      |           |            |
| 2011 | Dream House                         |           |            |
| 2014 | Transformers: Age of Extinction     |           |            |
| 2017 | Rings                               |           | Uitvoerend |
| 2017 | Ghost in the Shell                  |           |            |
| 2018 | Ophelia                             |           |            |
| 2019 | Dumbo                               |           |            |
| 2022 | Top Gun: Maverick                   |           |            |
| 2025 | F1                                  |           |            |